# Le Monde du bouddhisme tibétain
 (décembre 2023).
Si vous disposez d'ouvrages ou d'articles de référence ou si vous connaissez des sites web de qualité traitant du thème abordé ici, merci de compléter l'article en donnant les références utiles à sa vérifiabilité et en les liant à la section « Notes et références ».
Le Monde de bouddhisme tibétain (titre original : The World of Tibetan Buddhism), traduit et édité par Geshe Thupten Jinpa et préfacé par Richard Gere, est un essai dans lequel le dalaï-lama offre un aperçu général clair et détaillé sur la pratique du bouddhisme tibétain, des quatre nobles vérités au tantra du yoga suprême. 
Dans ce livre, le dalaï-lama suggère d'être attentif et présent à chaque instant et d’être constamment vigilant pour contrôler nos attitudes, nos actions et nos motivations. Il poursuit en suggérant de nous engager dans une recherche personnelle sur le fonctionnement de notre mental et d’examiner la possibilité de faire des changements positifs à l'intérieur de nous (p. vii). 
Récipiendaire en 1989 du prix Nobel pour la paix, le dalaï-lama est grandement respecté en tant que l’un de nos plus grands maîtres spirituels. 